# Kleinropperhausen
Kleinropperhausen ist ein Ortsteil von Ottrau im Schwalm-Eder-Kreis in Hessen.
Drei Häusergruppen und der Weiler Lenzenmühle ergeben im Zusammenschluss Kleinropperhausen.

## Geographische Lage
Das kleine Straßendorf liegt etwa 2 km nördlich von Ottrau an den Ausläufern des Knüllgebirges. Nördlich vorbei fließt in Ost-West-Richtung die Grenff. Durch das Dorf verläuft die Landesstraße 3158. Am Ort vorbei führte die heute stillgelegte Bahnstrecke Bad Hersfeld–Treysa, auch Knüllwaldbahn genannt.

## Geschichte
Erstmals urkundlich erwähnt wird der Ort im Jahre 1380. 
Etwa 800 m östlich des Dorfs stand einst ein burgähnlicher Wartturm, im Volksmund „Burgscheller“ genannt, von dem heute keinerlei Reste mehr geblieben sind.
Am 1. April 1972 gab die Gemeinde Kleinropperhausen ihre Selbständigkeit auf, und das Dorf wurde ein Ortsteil der Gemeinde Ottrau. Seit dem 1. Januar 1974 gehört die Gemeinde Ottrau zum neu gebildeten Schwalm-Eder-Kreis.
Für die Kulturdenkmäler des Ortes siehe die Liste der Kulturdenkmäler in Kleinropperhausen.

### Ortsname
Der Ortsname wechselte mehrfach:
- Raporgehusen 1295
- Ruppirgehusen 1358
- Rupurgehusen 1360/67
- zu Ropergehusin 1364/67
- Roppenhausen 1585
- Kleinropperhausen
- Klein-Ropperhausen
- Ropperhausen, Klein-
- Kleinropperhausen Knüll